# Bernardí Martorell

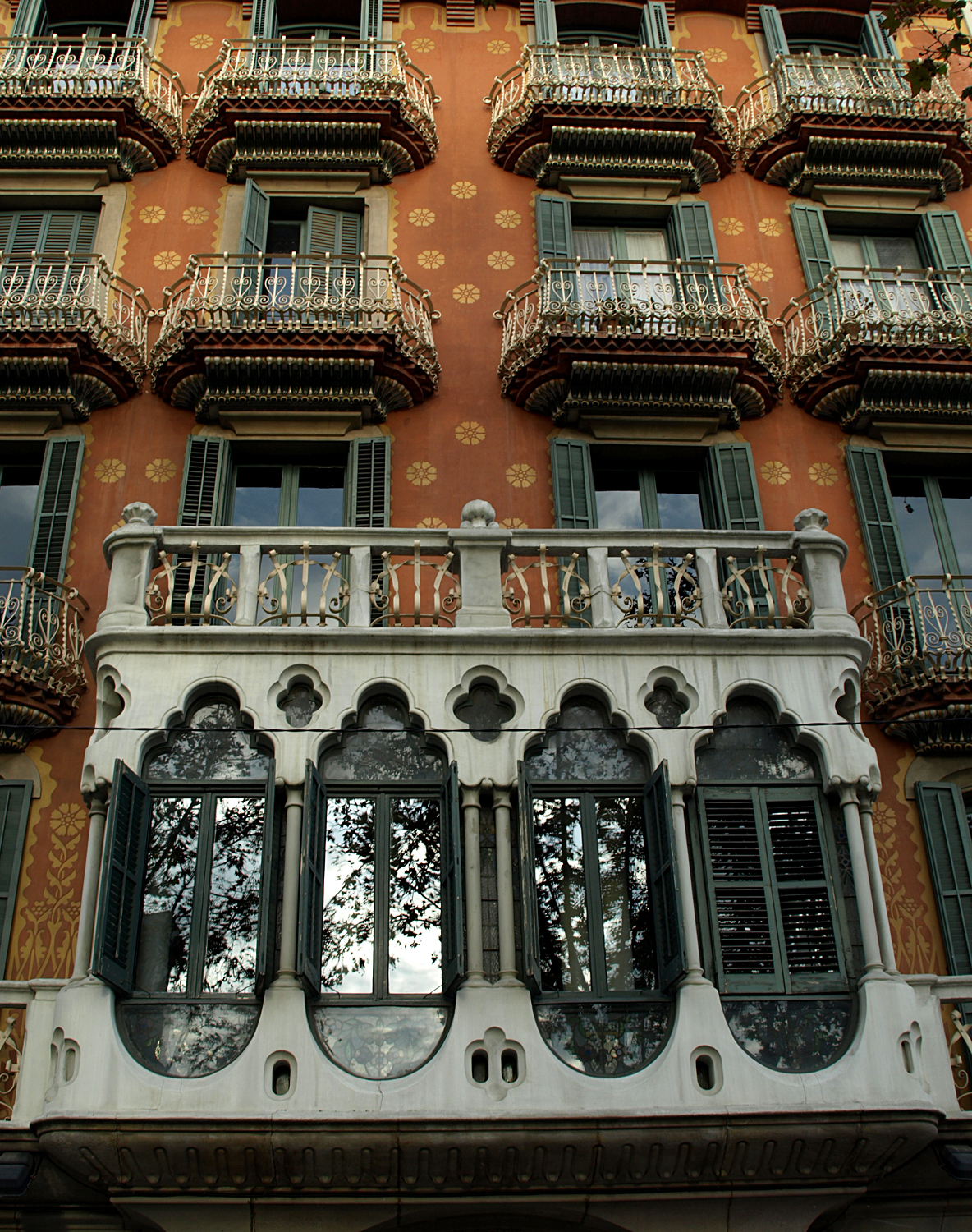
Casa Estapé (1907)

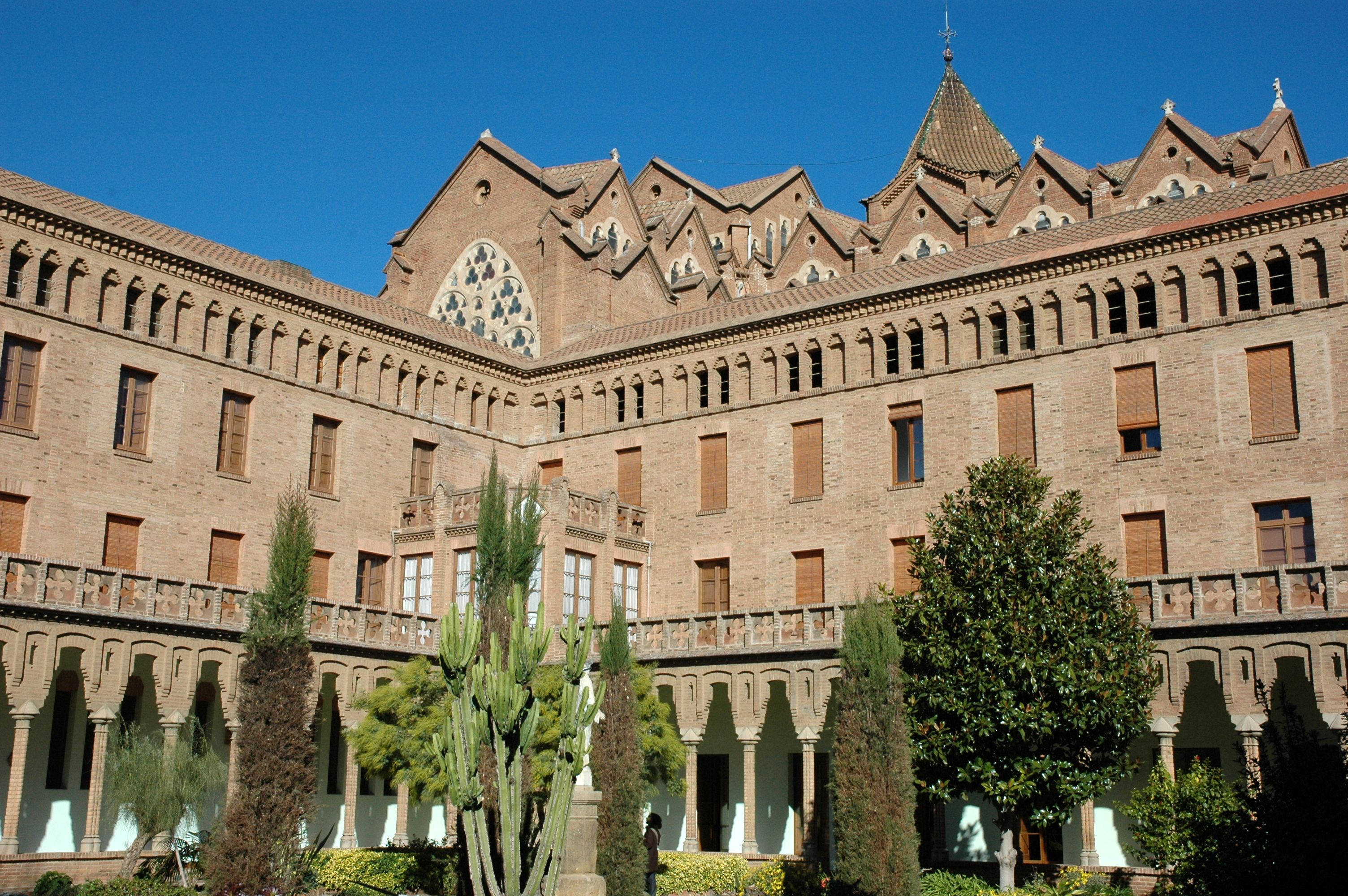
Santa Maria de Valldonzella (1910–1913)

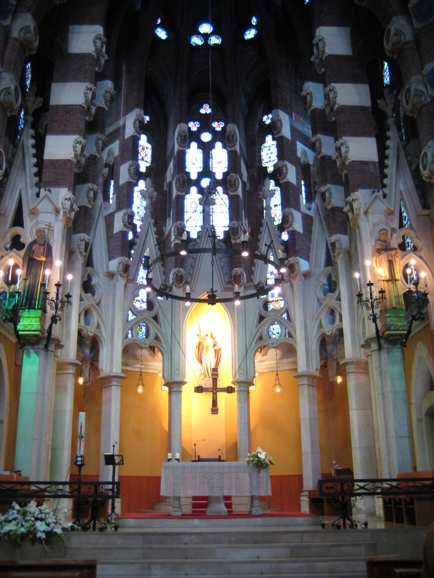
Santa Maria de Valldonzella, Blick ins Presbyterium

Bernardí Martorell i Puig; (* 20. Januar 1877 in Barcelona; † 8. August 1937 in Barcelona) war ein katalanischer Architekt. Der Neffe des Architekten Joan Martorell i Montells ist stilistisch zwischen dem Modernisme (dem katalanischen Jugendstil) und dem Noucentisme (dem katalanischen Neu-Historismus) einzuordnen.

## Leben
Sein Vater Bernard Martorell i Falp (1843–1906) war Industrieller, Ingenieur und Chemiker, seine Mutter Josepa Puig i Benítez (1850–1884) stammte aus Matanzas auf Kuba und starb, als Bernardí sechs Jahre alt war, an Tuberkulose. Als Angehöriger der Oberschicht erfolgte die Ausbildung an Privatschulen, den Sommer verbrachte die Familie auf dem eigenen Landgut La Ferrussa in Santa Perpètua de Mogoda. Im Sommer 1891 reiste er mit seinem Vater nach Paris; dieser Aufenthalt sollte einen prägenden Eindruck hinterlassen. In dieser Zeit erkrankte er ebenfalls an Tuberkulose, welche in Pau und Davos behandelt wurde. 
Sein Studium an der Escola Superior d’Arquitectura de Barcelona, wo Domènech i Montaner und Gallissà i Soqué zu seinen Lehrern zählten, schloss er am 24. Oktober 1902 ab. Eine anschließende Reise nach Istanbul erklärt seine Vorliebe für byzantinische und orientalische Elemente in verschiedenen Werken, wie dem Sala d’Actes des Seminari Conciliar de Barcelona. Schon als Student machte ihn sein Onkel, der Mitglied des Planungsstabes für die Errichtung des Temple Expiatori de la Sagrada Família war, persönlich mit Antoni Gaudí bekannt. So arbeitete er bereits als Student auf der Baustelle und fand nach dem Ende seiner Ausbildung eine Anstellung als Sekretär des Verwaltungsrats.
Im Jahr 1910 heiratet er Mercè Jordà i Pagès, mit ihr hatte er fünf Kinder: Bernardí, Mercè, Josepa, Rafel und Montserrat.
Die Arbeit Martorells erlitt mit dem Ausbruch des Spanischen Bürgerkrieges einen Abbruch, da sein Hauptauftraggeber der letzten Jahre die katholische Kirche war. Er starb am 8. August 1937 im Hospital de la Santa Creu i Sant Pau an einer Myokarditis.

## Werke (Auswahl)
Seine Werke, deren wichtigste in den Jahren 1910 bis 1932 entstanden, vermischen Elemente des Historismus mit denen des katalanischen Jugendstils:
- Casa Estapé in Barcelona (1907)
- Kloster Santa Maria de Valldonzella in Barcelona (1910–1913)
- Schule in Capellades (1913)
- Friedhof der Kirche Sant Esteve d’Olius im Solsonès (1916)
- Hotel Sant Roc in Solsona (1920)
- Weinkeller der Genossenschaft in Cambrils (1921)
- Can Montal in Arenys de Mar (1921)
- Passeig Maristany in Camprodon (1924)
- Kirche Sant Agustí in Capellades (1924–1932)
- Kirche der Piaristen in Sabadell (1924)
- Erlöser-Kloster (Convent del Redemptor) in Barcelona (1926)
- Theresianerinnen-Stifts (Convent de les Teresianes) in Tarragona (1926)
- Kirche und Kloster De les Oblates de Bellesguard in Barcelona (1929)
- Casa Duran i Barraquer in Sitges (1929)
- Kuppel und Glockenturm der Pfarrkirche Sagrada Familia in Navàs (1928–1931)